# تفجيرات كربلاء والنجف عام 2004
كانت تفجيرات كربلاء والنجف عام 2004 عبارة عن تفجيرات بسيارات مفخخة وقعت في موكب جنازة في النجف وعبر محطة الحافلات الرئيسية في كربلاء القريبة - وهما مدينتان شيعيتان - في 19 ديسمبر 2004. لقد قتل في التفجيرات 66 شخصًا وجرح 191 شخصًا.

## الجناة
قالت قاعدة الجهاد في بلاد الرافدين (القاعدة في العراق) التابعة لأبو مصعب الزرقاوي أنها ليست مسؤولة عن هذه الهجمات.